# 1979 في رومانيا
فيما يلي قوائم الأحداث التي وقعت خلال عام 1979 في رومانيا.

## رياضة
- 24 يونيو – دوري الدرجة الأولى الروماني 1978–79 الفائز أرغيس بيتيشت [الإنجليزية]‏.

## مواليد

### يناير
- 7 يناير – يونيكا مونتيانو لاعبة كرة يد رومانية.
- 8 يناير – أدريان موتو لاعب كرة قدم روماني.

### مارس
- 22 مارس – كريستيان بيتري لاعب رغبي روماني.

### مايو
- 5 مايو – أوريليا برادينو لاعبة كرة يد رومانية.
- 11 مايو – سورين غيونيا لاعب كرة قدم روماني.

### يونيو
- 4 يونيو – ادريان نياغا لاعب كرة قدم.
- 19 يونيو – أرتيمون أبوستو إفريموف

### يوليو
- 14 يوليو – رامونا فاركاو لاعبة كرة يد رومانية.

### أغسطس
- 9 أغسطس – ماريوس أفرام
- 14 أغسطس – يونوت ستانيسكو لاعب كرة يد روماني.
- 21 أغسطس – تاليدا تولناي لاعبة كرة يد رومانية.

### سبتمبر
- 27 سبتمبر – زولتان هورفاث لاعب كرة سلة مجري.

### أكتوبر
- 7 أكتوبر – سيمونا أمانار لاعبة جمباز فني رومانية.
- 28 أكتوبر – دان اليكس لاعب كرة قدم.

### نوفمبر
- 12 نوفمبر – كاتالين ماروسي لاعبة كرة مضرب مجرية.

### ديسمبر
- 5 ديسمبر – كريستينا فارزارو لاعبة كرة يد رومانية.
- 10 ديسمبر – الين ستويكا لاعب كرة قدم روماني.
- 15 ديسمبر – لوسيان بوت ملاكم روماني.

## وفيات

### أبريل
- 15 أبريل – ليونارد موتشيولسكي (مواليد 1889) عسكري روماني.